# NGC 7437
NGC 7437 في الفهرس العام الجديد، هي مجرة، تقع في كوكبة الفرس الأعظم. اكتشفت في 31 أكتوبر 1885 بواسطة لويس سويفت.

## روابط خارجية
- NGC 7437 على موقع ويكي سكاي: DSS2, SDSS, GALEX, IRAS, Hydrogen α, X-Ray, Astrophoto, Sky Map, Articles and images